# Marinovec Zelinski
Marinovec Zelinski – wieś w Chorwacji, w żupanii zagrzebskiej, w mieście Sveti Ivan Zelina. W 2011 roku liczyła 73 mieszkańców.